# 奈須川充
奈須川 充（なすかわ みつる、1959年頃 - ）は、日本の男性アニメーター、キャラクターデザイナー、アニメ演出家・監督。現在はフリー。

## 人物
1980年、シンエイ動画に入社。2年後、あにまる屋（現：エクラアニマル）の設立に参加。現在はフリーだが、同社がグロス請けや自主制作をする際には参加する事が多い。
作画監督として初期から参加していた『こちら葛飾区亀有公園前派出所』では2000年頃からTVシリーズ1話分の原画を全て一人で描くようになり、絵コンテ、演出も一人で手掛けるが多くなった。2003年に放送されたTVスペシャル『爆走列車! 網走発東京行き! 両津VS拳法バァさん!』では高松信司に代わり監督を務めた（その際も絵コンテ、作画監督、原画として参加）。
それ以降に参加した作品でも、作画監督を務めた回では原画も一人で大半のカットを手掛け、絵コンテや演出も兼任している事が少なくない。
また2013年以降は「小田和美」名義で活動する事があり、2019年以降は「真波三郎」名義でも活動が見られる。

## 主な参加作品

### テレビアニメ
- 怪物くん (カラーアニメ)（1980年 - 1982年、作画）
- 新・ど根性ガエル（1981年 - 1982年、原画）※ノンクレジット[3]
- さすがの猿飛（1982年 - 1984年、原画）
- らんぽう（1984年、作画監督・原画）
- あした天気になあれ（1984年 - 1985年、作画監督・原画）
- ハイスクール!奇面組（1985年 - 1987年、作画監督・作画監督補・原画）
- ついでにとんちんかん（1987年 - 1988年、作画監督・動画チェック）
- 名門!第三野球部（1988年 - 1989年、原画）
- チエちゃん奮戦記 じゃりン子チエ（1991年 、原画）
- 美味しんぼ（1991年 - 1992年、作画監督・原画）
- ツヨシしっかりしなさい（1992年 - 1994年、作画監督）
- キャプテン翼J（1994年 - 1995年、作画監督・原画）
- ママはぽよぽよザウルスがお好き（1996年、作画監督・原画）
- こちら葛飾区亀有公園前派出所（1996年 - 2004年、絵コンテ・演出・作画監督・原画）
- はじめの一歩（2000年 - 2002年、原画）
- 探偵少年カゲマン（2001年 - 2002年、絵コンテ・演出・作画監督・原画）
- わがまま☆フェアリー ミルモでポン! ごおるでん（2003年、原画）
- 魁!!クロマティ高校（2003年 - 2004年、絵コンテ・作画監督・原画）
- 絶体絶命でんぢゃらすじーさん（2003年 - 2005年、絵コンテ・演出・作画監督）
- レジェンズ 甦る竜王伝説（2004年 - 2005年、絵コンテ）
- おじゃる丸（2004年 - 2013年、絵コンテ・演出・作画監督・原画）
- アイシールド21（2005年 - 2008年、絵コンテ・演出・作画監督・原画・OP4原画）
- すもももももも 地上最強のヨメ（2006年 - 2007年、絵コンテ・演出・作画監督・原画）
- 妖怪人間ベム -HUMANOID MONSTER BEM-（2006年、絵コンテ・演出・作画監督・原画）
- ゴルゴ13（2008年、絵コンテ・演出・作画監督・原画）
- 遊☆戯☆王5D's（2008年 - 2011年、絵コンテ・演出・作画監督・原画・OP5原画）
- フリージング（2011年、原画）
- SKET DANCE（2011年 - 2012年、演出・作画監督・原画）
- メタルファイト ベイブレード 4D（2011年 - 2012年、原画）
- 爆丸バトルブローラーズ ガンダリアンインベーダーズ（2011年 - 2012年、原画）
- ふるさと再生 日本の昔ばなし（2012年 - 2016年、キャラクターデザイン・絵コンテ・演出・作画・作画監督・原画）※2013年以降は小田和美名義
- 遊☆戯☆王ZEXAL II（2012年 - 2014年、原画・OP1原画）
- ダンボール戦機W（2012年 - 2013年、原画）
- 獣旋バトル モンスーノ（2012年 - 2013年、絵コンテ・演出・作画監督・原画）※奈須川満名義
- D.C.III 〜ダ・カーポIII〜（2013年、原画）
- ナンダカベロニカ（2014年、原画）
- ふるさとめぐり 日本の昔ばなし（2017年、キャラクターデザイン・絵コンテ・作画・作画監督・原画）※小田和美名義
- ドラゴンボール超（2018年、原画）※小田和美名義
- ゲゲゲの鬼太郎（2019年 - 2020年、絵コンテ・作画監督・原画）※真波三郎名義
- ドラゴンクエスト ダイの大冒険（2021年 - 2022年、作画監督・原画）
- 逃走中 グレートミッション（2023年 -2025年、作画監督・原画）

### テレビスペシャル
- こちら葛飾区亀有公園前派出所 バカンスは激しいのがお好き!?（1998年、作画監督）
- こちら葛飾区亀有公園前派出所 最も危険なサバイバル!?（1998年、作画監督）
- こちら葛飾区亀有公園前派出所 両津の野望!タイムスリップ戦国伝（1999年、作画監督・原画）
- こちら葛飾区亀有公園前派出所 爆走列車! 網走発東京行き! 両津VS拳法バァさん!（2003年、監督・絵コンテ・作画監督・原画）
- こちら葛飾区亀有公園前派出所 両津VS泣き虫アイドル!? 日本1周大すごろくゲーム!!（2005年、原画）
- ルパン三世 sweet lost night 〜魔法のランプは悪夢の予感〜（2008年、演出・作画監督・原画）
- こちら葛飾区亀有公園前派出所 目指せ!亀有スーパースター!!両津式アイドルへの道!（2008年、絵コンテ・演出・作画監督・原画）
- おじゃる丸 銀河がマロを呼んでいる〜ふたりのねがい星〜（2012年、原画）

### 劇場アニメ
- 21エモン 宇宙へいらっしゃい!（1981年、動画）
- 怪物くん 怪物ランドへの招待（1981年、動画チェック）
- ドラえもん のび太の魔界大冒険（1984年、原画）
- カッくんカフェ（1984年、原画）
- ドラえもん のび太と鉄人兵団（1986年、原画）
- ハイスクール!奇面組（1986年、作画監督・原画）
- ガンバとカワウソの冒険（1991年、原画）
- こちら葛飾区亀有公園前派出所 THE MOVIE（1999年、キャラクターデザイン・総作画監督・原画）
- 劇場版ポケットモンスター 結晶塔の帝王 ENTEI（2000年、原画）
- 劇場版ポケットモンスター 水の都の護神 ラティアスとラティオス（2002年、原画）
- 劇場版ポケットモンスター アドバンスジェネレーション 七夜の願い星 ジラーチ（2003年、原画）※名須川充名義
- 劇場版 テニスの王子様 二人のサムライ The First Game（2005年、原画）
- 劇場版デュエル・マスターズ 闇の城の魔龍凰（2005年、原画）
- 劇場版ロックマンエグゼ 光と闇の遺産（2005年、原画）
- キャラ丸くんとドク丸くん（2009年、原画）
- 10thアニバーサリー 劇場版 遊☆戯☆王 〜超融合!時空を越えた絆〜（2010年、原画）
- 劇場版イナズマイレブンGO vs ダンボール戦機W（2012年、原画）※那須川充名義
- 人体のサバイバル!（2020年、監督・絵コンテ・作画監督・原画）
- 映画 デリシャスパーティ♡プリキュア 夢見る♡お子さまランチ!（2022年、原画）※真波三郎名義

### OVA
- ドキドキ学園 決戦!!妖奇大魔城（1988年、作画監督）
- 緑山高校 甲子園編（1990年、作画監督・原画）
- 三太郎とかぐや姫の交通安全（2016年、絵コンテ・原画）
- 三びきの子ぶたの交通安全（2018年、絵コンテ）

### ゲーム
- イナズマイレブン2 脅威の侵略者（2009年、原画）